# Climatronic (KFZ)
Die Climatronic oder auch Klimatronik bezeichnet eine Art der vollautomatischen Klimabedienung in Kraftfahrzeugen.
Die Bezeichnung ist abhängig vom Hersteller der diversen Automobilmarken. Im Vergleich zur Climatic regelt die Climatronic die Innenraumtemperatur gemäß der vorgewählten Wunschtemperatur, passt die Gebläsedrehzahl automatisch an und steuert die Luftverteilungsklappen. Die Regelung erfolgt dabei durch Auswertung eines Temperatursensors und elektrischer Steuerung diverser Luftklappen. Somit soll das gewünschte Klima im Fahrzeug unabhängig von Betriebs- und Witterungsverhältnissen gewährleistet werden. Ein gewünschtes Klima schafft erhöhtes Wohlbefinden der Insassen, mehr Komfort und Sicherheit. Dadurch bleibt die Konzentrations- und Reaktionsfähigkeit des Fahrers als Voraussetzung für sicheres Fahren erhalten.
Fahrzeugabhängig können ein- bis vierzonige Ausstattungen zum Einsatz kommen. Die Bezeichnung ist oftmals 1-4-zonig oder 1-4C (englisch Corner, Ecke). Dabei können Fahrer, Beifahrer und Passagiere im hinteren Fahrgastraum die jeweiligen Klimaeinstellungen unabhängig voneinander wählen.
Typische Eingangsgrößen der Regelung sind:
- Außentemperatur
- Luftfeuchtigkeit
- Luftqualität (automatische Umluftsteuerung bei Außenluftbelastung, Aktivierung der Scheibenreinigung oder Einlegen des Rückwärtsgangs)
- Sonnenstand
- Intensität der Sonneneinstrahlung
- Reisegeschwindigkeit

Weitere Regelungsziele können sein:
- möglichst zugfreie Luftströmung (durch Verteilung der Luftmengen auf verschiedene Luftauslässe)
- möglichst geringes Geräuschniveau, besonders bei langsamer Fahrt (durch Reduzierung von Gebläsedrehzahl und Ausströmtemperatur)
- möglichst kein Scheibenbeschlag, durch Kondensationsgefahr von zu feuchter Luft an den Scheibeninnenseiten (durch aktive Luftentfeuchtung)
- Ausnutzung der Motorabwärme auch im Stand (als Funktion Restwärme)